# رحيم الفارسية
رَحِيم الفارسيَّة أو رَحْم هي جارية فارسيَّة للخليفة العبَّاسي موسى الهادي، واشتهرت بكونها والدة جعفر بن الهادي، الابن الذي حاول الهادي تقديمه في ولاية العهد على حساب أخيه هارون الرشيد.

## سيرتها
رحيم هي جارية فارسية الأصل، كانت جارية ارتبط اسمها بشكل أساسي بابنها جعفر بن الهادي. أنجبت رحم جعفرًا للخليفة موسى الهادي، وكان جعفرًا هو الابن الذي أراد الهادي تنصيبه وليًا للعهد من بعده بدلًا من أخيه وولي العهد الشرعي هارون الرشيد. كادت خطة الهادي أن تنجح، لولا وفاته المبكرة سنة 170هـ / 786م، والتي آلت بالخلافة إلى الرشيد. لا تذكر المصادر تفاصيل أخرى عن حياة رحيم، مثل كيفية وصولها إلى البلاط العباسي أو مصيرها النهائي بعد وفاة الخليفة الهادي.

### فهرس المنشورات
1. 1 2  حسن (2013)، ص. 76-77.

### معلومات المنشورات كاملة
الكتب مرتبة حسب تاريخ النشر
- سولاف فيض الله حسن (2013). دور الجواري والقهرمانات في دار الخلافة العباسية (ط. 1). دمشق: صفحات للدراسات والنشر والتوزيع. ISBN:978-9933-495-13-8. OCLC:6914266520. OL:43175027M. QID:Q125689500.